# AFC jug
AFC jug je jedna od četiri divizije AFC konferencije u nacionalnoj ligi američkog nogometa NFL. Članovi divizije su Houston Texansi, Indianapolis Coltsi, Jacksonville Jaguarsi i Tennessee Titansi. Divizija postoji u trenutnom obliku od sezone 2002., kada je nakon ulaska Houston Texansa u ligu ukupan broj momčadi porastao na 32, koje su tada raspodijeljene na ukupno osam divizija po četiri momčadi, po četiri divizije u svakoj konferenciji.
Sjedišta momčadi divizije AFC jug su Houston, Texas (Houston Texans), Indianapolis, Indiana (Indianapolis Colts),  Jacksonville, Florida (Jacksonville Jaguars) i Nashville, Tennessee (Tennessee Titans).

## Pobjednici divizije AFC jug od 2002. do 2020. godine
| Sezona | Momčad               | Omjer |
| ------ | -------------------- | ----- |
| 2002.  | Tennessee Titans     | 11-5  |
| 2003.  | Indianapolis Colts   | 12-4  |
| 2004.  | Indianapolis Colts   | 12-4  |
| 2005.  | Indianapolis Colts   | 14-2  |
| 2006.  | Indianapolis Colts   | 12-4  |
| 2007.  | Indianapolis Colts   | 13-3  |
| 2008.  | Tennessee Titans     | 13-3  |
| 2009.  | Indianapolis Colts   | 14-2  |
| 2010.  | Indianapolis Colts   | 10-6  |
| 2011.  | Houston Texans       | 10-6  |
| 2012.  | Houston Texans       | 12-4  |
| 2013.  | Indianapolis Colts   | 11-5  |
| 2014.  | Indianapolis Colts   | 11-5  |
| 2015.  | Houston Texans       | 9-7   |
| 2016.  | Houston Texans       | 9-7   |
| 2017.  | Jacksonville Jaguars | 10-6  |
| 2018.  | Houston Texans       | 11-5  |
| 2019.  | Houston Texans       | 10-6  |
| 2020.  | Tennessee Titans     | 11-5  |